# Léon (álbum)
"Léon" é o álbum de estreia da cantora e compositora sueca de indie-pop, Léon. O álbum foi lançado em março de 2019 pela sua própria gravadora, a Léon Recordings, em parceria com a BMG Rights Management. O álbum apresenta músicas de ritmo acelerado, como "Baby Don't Talk", "Falling" e a canção de destaque "You and I", que foram promovidas como singles antes do lançamento do álbum, bem como composições mais suaves.
Para o álbum, Léon trabalhou com as equipes de produção Electric e Captain Cuts, atuando como arranjadora em estúdio e tocando alguns instrumentos. O som resultante combina produção moderna de pop eletrônico com arranjos mais simplificados (como a balada de piano "Come Home to Me"), enquanto os estilos variados do álbum abrangem desde o synth-pop até o retro-pop e soul, com influências country. Uma das faixas do álbum ("Cruel to Care") é uma gravação de voz feita em um memo no telefone.
Embora o álbum não tenha causado grande impacto nas paradas, entrando nas paradas suecas por apenas uma semana, ele recebeu críticas positivas elogiando suas melodias intricadas, letras agridoces e os vocais envolventes da cantora, que foram comparados aos de Stevie Nicks e Amy Winehouse.
A promoção do álbum envolveu uma turnê que teve início na Escandinávia, seguida por várias datas em outras partes da Europa e no Reino Unido, antes de iniciar a última etapa da turnê com mais de 20 apresentações na América do Norte.

## Lista de músicas
| Lista de faixas de Léon |                              |                                                                   |                          |         |  |
| N.º                     | Título                       | Compositor(es)                                                    | Produtor(es)             | Duração |  |
| 1.                      | "Lost Time"                  | Edvard Førre Erfjord Henrik Michelsen Lotta Lindgren Sean Douglas | Electric                 | 3:52    |  |
| 2.                      | "Falling"                    | Edvard Førre Erfjord Henrik Michelsen Lotta Lindgren              | Electric                 | 3:54    |  |
| 3.                      | "Hope Is a Heartache"        | Edvard Førre Erfjord Henrik Michelsen Lotta Lindgren              | Electric                 | 3:21    |  |
| 4.                      | "Come Home to Me"            | Charlie McClean Lotta Lindgren Violet Skies                       | Charlie McClean          | 3:45    |  |
| 5.                      | "Baby Don't Talk"            | Ben Berger Lotta Lindgren Ryan McMahon                            | Captain Cuts             | 3:06    |  |
| 6.                      | "Better in the Dark"         | Ben Berger Sean Douglas Lotta Lindgren Ryan McMahon Ryan Rabin    | Captain Cuts             | 2:59    |  |
| 7.                      | "Cruel to Care (voice memo)" | Lotta Lindgren                                                    | –                        | 3:24    |  |
| 8.                      | "Pink"                       | Aron Bergerwall Lotta Lindgren                                    | Aron Bergerwall Electric | 3:23    |  |
| 9.                      | "What You Said"              | Linus Wiklund Lotta Lindgren                                      | Electric Lotus IV        | 3:26    |  |
| 10.                     | "You and I"                  | Erfjord Michelsen Lindgren Martin Stilling                        | Electric                 | 3:44    |  |
| Duração total:          | Duração total:               | Duração total:                                                    | Duração total:           | 34:39   |  |

## Gráficos
| Gráfico (2020)                      | Pico |
| ----------------------------------- | ---- |
| Álbuns suecos ( Sverigetopplistan ) | 58   |